# قرار مجلس الأمن التابع للأمم المتحدة رقم 1837
قرار مجلس الأمن التابع للأمم المتحدة رقم 1837 المتخذ بالإجماع في 29 سبتمبر 2008.

## القرار
مدد مجلس الأمن فترات عمل 4 قضاة في دائرة الاستئناف فضلا عن 10 قضاة دائمين و27 قاضيا مخصصا في المحكمة الجنائية الدولية ليوغوسلافيا السابقة، حتى 31 كانون الأول / ديسمبر 2009 أو الانتهاء من القضايا التي كانوا ينظرون فيها، أيهما أقرب.
وباعتماد القرار 1837 (2008) بالإجماع بموجب الفصل السابع من ميثاق الأمم المتحدة، عدل المجلس أيضا الفقرتين 1 و2 من المادة 12 من النظام الأساسي للمحكمة فيما يتعلق بتكوين دوائرها.

## روابط خارجية
- نص القرار في undocs.org